# 대한민국의 불온서적
본 문서는 대한민국의 불온 서적에 대한 것이다. 불온 서적(不穩書籍)은 불온한 사상을 담은 책을 의미하며, 이러한 서적의 출판, 열독, 반입 등은 금지되는 경우가 있다. 이때는 금지서적(간단히 금서)이라고도 하는데, 불온서적은 금서 중에서도 특히 사상적 이유로 금지된 서적을 가리킨다. 국가보안법 상의 이적표현물의 일종으로 볼 수 있으나, 법적 판단에 따라 달라질 수 있다. 과거 냉전하에서 반공주의가 강조되던 시절에는 불온 서적의 범위도 넓고 처벌도 엄격하였다. 2008년 국방부가 지정한 불온서적은 선정 기준과 성향에 대해서 많은 논란을 일으켰다. 영화 '변호인'(2013)에서 불온서적을 읽은 혐의로 법에 따라 처벌받는 장면이 나온다.

## 인터넷과 금서
과거에는 특정 역사 자료가 운동권 학생 및 사회과학을 전공하는 교수와 연구원들 사이에서 조심스럽게 유통되었다．그러나 인터넷이 보편화되면서 과거의 '금서'였던 서적과 자료들을 쉽게 구할 수 있게 되었다.

## 시대별 관련 사건

### 2001년 교도소 금서목록 폐기
불온서적이라는 이유로 교도소나 구치소에 반입이 금지되던 '열독불허 도서목록'이 2001년 폐기되었다.

### 2008년 국방부 지정
국방부는 지난 2008년 7월 말 국군기무사령관으로부터 한총련이 국군장병에게 반정부·반미 의식화 사업을 강화하기 위해 현역 장병에게 '도서 보내기 운동'을 추진한다는 정보보고를 받았다. 그래서 국방부는 한총련이 보내려고 한 도서목록을 입수해 재분류해서 23권을 불온서적으로 지정했다. 이에 대해 한총련 소속 대학생 20명은 지난 8월 1일 국방부 청사 앞에서 기자회견을 열고 “한총련이 군대에 책보내기 운동을 계획했다는 것은 사실무근”이라고 주장했다. 선정된 책들은 군내로 반입금지 및 회수조치된다. 해당 서적들은 선정 이후 오히려 판매량이 늘었으며, 인터넷 서점을 중심으로 최고 10배까지 판매량이 급증하였다. 한편, 국방부는 '불온서적'이라는 명칭을 '장병 정신 교육에 부적합한 서적'으로 변경할 방침이라고 밝혔다. 이에 대해 미국의 언어학자 노엄 촘스키는 "불온서적 판매량 증가는 한국인들의 양식을 보여주는 것"이라며 "국방부가 자유를 두려워하고 사람들을 통제하려 하는 것은 불행한 일" 이라고 비판했다.
이중 《지상에 숟가락 하나》는 MBC 느낌표에서 권장도서로 뽑힌 바 있고, 《나쁜 사마리아인들》은 2007년 10만 부 이상 판매되었으며, 《북한의 우리식 문화》는 대학 교양교재로 널리 쓰이고 있다. 또한, 《대한민국史》는 저자가 한겨레21에 연재하였던 글을 엮은 책이다.
| 순번 | 제목                                | 저자                                           | 출판사       |
| ---- | ----------------------------------- | ---------------------------------------------- | ------------ |
| 1    | 북한의 미사일 전략                  | 전영호                                         | 615          |
| 2    | 북한의 우리식 문화                  | 주강현                                         | 당대         |
| 3    | 지상에 숟가락 하나                  | 현기영                                         | 실천문학사   |
| 4    | 역사는 한 번도 나를 비껴가지 않았다 | 허영철                                         | 보리         |
| 5    | 왜 80이 20에게 지배당하는가?        | 박준성, 안건모, 이임하, 정태인, 하종강, 홍세화 | 철수와 영희  |
| 6    | 북한의 경제발전 전략                | 전영호                                         | 615          |
| 7    | 통일, 우리 민족의 마지막 블루오션   | 전상봉                                         | 시대의창     |
| 8    | 벗                                  | 백남룡                                         | 살림터       |
| 9    | 미국이 진정으로 원하는 것은         | 노엄 촘스키                                    | 한울         |
| 10   | 대학시절                            |                                                |              |
| 11   | 핵과 한반도                         | 최안욱                                         | 615          |
| 12   | 미군 범죄와 한미SOFA                | 주한미군범죄근절운동본부 엮음                  | 두리미디어   |
| 13   | 소금꽃나무                          | 김진숙                                         | 후마니타스   |
| 14   | 꽃 속에 피가 흐른다                 | 김남주                                         | 창비         |
| 15   | 507년, 정복은 계속된다              | 노엄 촘스키                                    | 이후         |
| 16   | 우리 역사 이야기                    | 조성오                                         | 돌베개       |
| 17   | 나쁜 사마리아인들                   | 장하준                                         | 부키         |
| 18   | 김남주 평전                         | 강대석                                         | 한얼미디어   |
| 19   | 21세기 철학 이야기                  | 21세기코리아연구소 엮음                        | 코리아미디어 |
| 20   | 대한민국史                          | 한홍구                                         | 한겨레출판   |
| 21   | 우리들의 하느님                     | 권정생                                         | 녹색평론사   |
| 22   | 세계화의 덫                         | 하랄트 슈만, 한스 피터 마르틴                  | 영림카디널   |
| 23   | 삼성왕국의 게릴라들                 | 프레시안 엮음                                  | 프레시안북   |

#### 노엄 촘스키의 이메일
이 목록에서 두 권의 책이 포함되었던 노엄 촘스키는 국방부 지정 불온도서를 읽으며 생각을 하려는 목적으로 개설된 포털사이트 다음의 카페  '불온도서를 읽는 사람들의 놀이터'의 운영자가 지난달 이메일로 국방부의 불온서적 지정에 대한 의견을 물은데 대한 답신에 "자유를 두려워하고 사상과 표현을 통제하려는 이들이 늘상 있게 마련이며 (대한민국의) 국방부가 그 대열에 합류한 것은 불행한 일이다. 아마도 국방부를 '자유와 민주주의에 대항하는 부서(Ministry of Defense against Freedom and Democracy)'로 개명해야할 것 같다." 등을 적으며 국방부에 대해 강도높은 비판을 하고, 자신의 책들은 콘스탄틴 체르넨코 이전 소련에서도 금지된 바 있다고 밝혔다. 그리고 카페 회원들에게 한국인의 큰 성과를 뒤집으려는 노력에 대항하는 당신들의 거리낌없고 용기있는 저항을 알게 돼 매우 기쁘다, 당신들의 매우 중요한 작업에 큰 성공이 있길 바란다고 덧붙였다.

#### 소송
- 2008년 10월 27일 13권의 저자 및 출판사는 국방부를 상대로 소송을 냈다. 소송의 쟁점은 크게 두 가지로, 첫째는 금서 조치가 헌법이 금지한 검열 행위로서 언론출판의 자유를 침해한 것인가 하는 점이고, 둘째는 저자와 출판사의 성향을 사회주의 찬양이나 반미주의로 낙인찍고 이를 공표해 명예를 훼손한 것인가 하는 점이다.[11] 하지만 2012년 5월 31일 서울중앙지법은 두 가지 쟁점에 대해 모두 "이유 없다"며 기각 결정을 내렸다. 하지만 법원은 구체적으로 어떤 책의 어떤 내용이 불온한 지에 대한 판단은 하지 않았다.[12]
- 2013년 5월에 서울고법 민사13부(부장판사 안철상)는 3일 실천문학, 후마니타스 등 출판사 10곳과 홍세화씨, 하종강씨 등 저자 11명이 국가를 상대로 낸 2억여원의 손해배상 청구소송 항소심에서 원심과 같이 원고 패소 판결했다. 재판부는 "국방부의 처분은 사상과 의견에 대해 그 내용을 기준으로 선별한 조치로 볼 수 있다"면서도 "출판이나 군부대 밖 유통을 제약하는 것이 아니고 사상·의견의 발표를 일반적으로 금지한 것도 아니므로 헌법에서 금지하는 '검열'로 볼 수 없다"고 판단했다. 또 "국방부의 처분이 표현의 자유를 위축시키는 효과는 있지만 이를 침해하는 것으로는 볼 수 없다"며 "일반 국민들도 우리나라의 특수한 안보현실에 따라 현역 장병들에게만 적용되는 일부 제한으로 인식할 것이므로 처분의 대상이 된 책의 열람·소지를 꺼리지는 않을 것"이라고 밝혔다.[3]

#### 헌법 소원 및 징계
2008년 10월 군 법무관 7명은, 국방부가 불온서적 목록을 지정한 것이 학문의 자유 등 기본권을 침해한다며 헌법소원을 냈다. 국방부는 2009년 3월 18일 군 위신 실추, 기강 문란, 복종의무 위반, 장교품위 손상 등을 이유로 군 법무관 2명(지영준 소령, 박지웅 대위)에게 파면 징계를 내렸다. (7명 중 다른 2명은 소를 취하했고, 나머지 3명은 감봉 근신 징계를 받았다.)
2009년 5월 25일 헌법재판소 대심판정에서 공개변론이 열렸다. 이 공개변론에서 청구인 측은 이 조치가 알권리와 양심의 자유를 침해하고 있다며 대통령령으로 복무규율을 정할 수 있게 한 조항은 헌법상 포괄위임금지의 원칙에 위배된다고 주장했으며, 국방부 측은 군인이 특수 신분임을 감안할 때 불온서적 지정이 국가안보를 위해 불가피한 조치라고 반박했다.
2010년 10월 28일, 헌법재판소는 "해당 조항은 군의 정신전력을 보호하기 위한 것으로 목적의 정당성이 인정된다"는 근거로 국방부의 현행 군인복무규율(제16조 2항)에 대해 합헌 결정을 내렸다.
2011년 8월 16일 법원은 파면 취소 결정을 내렸다. 법원은 "지씨는 군법무관 시험 합격 후 8년간 군을 위해 기여했는데 파면되면 변호사 자격을 취득할 수 없어 기득권을 송두리째 빼앗기고, 박씨도 5년간 변호사나 공무원이 될 수 없다."며 "파면 처분은 징계 재량권을 일탈ㆍ남용해 위법하다"고 판결했다.

## 2011년 지정
공군 전투비행단에서 별도로 19권을 추가하였으며, '불온서적'이라는 명칭대신 '장병 정신전력 강화에 부적합한 서적'을 사용하였다.

## 같이 보기
- 금서
- 국가보안법 - 이적 표현물
- 전체주의
  - 파시즘
- 자유 - 자유주의 - 표현의 자유